# تاراباي
تاراباي بوسالي (14 أبريل 1675  –  9 ديسمبر 1761 كانت حاكمة إمبراطورية ماراثا في الهند من 1700 حتى 1708. كانت ملكة شاهترباتي راجارام بوسالي، وهي زوجة ابن مؤسس الإمبراطورية شيفاجي وأم شيفاجي الثاني. وهي مشهورة بدورها في الحفاظ على المقاومة ضد الاحتلال المغولي لأراضي مارثا بعد وفاة زوجها، وكانت بمثابة الوصي خلال طفولة ابنها.

## حياتها
قدمت تاراباي من عشيرة موهيتي وكانت ابنة جنرال مارثوي اسمه هامبيرو موهيتي. وهي أيضا ابنة أخت سويارباي وبذلك تكون ابنة عم زوجها راجارام.
عند وفاة راجارام في مارس 1700، أعلنت ابنها الرضيع، شيفاجي الثاني خلفًا لراجارام وهي الوصية على العرش.

### حياتها كقائدة لقوات المارثويين
بصفتها الوصية على العرش، تولت تاراباي مسؤولية الحرب ضد قوات أورانجزيب. وكانت تاراباي ماهرة في توجيه الفرسان وقامت بحركات إستراتيجية عديدة خلال الحروب. وقادت شخصيا الحرب واستمرت في القتال ضد المغول. وعرضت الهدنة على المغول بطريقة رُفضت على الفور من قبل إمبراطور المغول وواصلت تاراباي مقاومتها مع المارثويين. بحلول عام 1705، عبر المارثويون نهر نارمادا وقاموا بعمليات توغل صغيرة في مالوا، وتراجعوا على الفور. إذ ذاك شعرت بلد مارثا بالارتياح إزاء نبأ وفاة الإمبراطور المغولي أورانزيب الذي توفي في كولد آباد في أورانجاباد في عام 1707.
بين 1700-1707، تقول جادونات ساركار: «خلال هذه الأعوام، لم تكن القوة التوجيهية العليا في بلاد مهاراشترا يقودها أي وزير ولكن كانت الملكة تاراباي موهيتي. لقد أنقذت عبقريتها الإدارية وقوة شخصيتها الأمة في تلك الأزمة الفظيعة.»

## في الثقافة الشعبية
- لعب بالافي جوشي دور تاراباي في بيشوا باجي راو.[6]